# ميخائيل ميتكالف
ميخائيل ميتكالف (بالإنجليزية: David Michael Metcalf)‏ هو عالم عملات بريطاني، ولد في 8 مايو 1933، وتوفي في 25 أكتوبر 2018.